# 木村仁
木村仁（日语：／ Kimura Hitoshi，1934年6月24日—2023年11月15日）是日本的政治人物、官员。原参议院议员（二届）。原消防厅长官（第19代）。原自治大学校长。防灾情报机构顾问。

## 生平
1958年毕业于东京大学，进入地方自治厅。当过福岛县地方课长、奈良县总务部长、静冈县副知事等，1989年就任消防厅长官。1998年，参议院议员选举从熊本縣选举区出马，击败浦田胜等人首次当选。2001年就任国土交通大臣政务官（国土关系及北海道开发关系）。2004年，在参议院熊本縣选举区与本田良一等人展开了激烈的斗争，结果本田良一敗選，木村仁第2次当选。此外，亦担任自由民主党国会对策委员会副委员长、自由民主党熊本县联合会会长、自由民主党参议院熊本地方选举区第四支部支部长、参议院总务委员会委员长、参议院国家基本政策委员会首席干事、参议院预算委员会理事、参议院伦理选举特别委员会理事、全国町村会事务总长、野村综合研究所参与等要职。